# Horhe
Horhe (tiếng Nga: Хорхе) là loại súng ngắn bán tự động phi sát thương được phát triển bởi phòng sáng chế và quản lý thương hiệu của Nhà máy chuyên sản xuất đạn Klimovsk tại Nga, bắt đầu được sản xuất năm 2006. Một số các bộ phận của súng có thể được làm ở nhiều nước khác nhau nếu cần như tại Ý, Đức và Ukraina sau đó được ráp lại ở nhà máy. Súng có hình dáng khá nhỏ gọn dễ cất giấu dưới các lớp áo dày. Do đây là súng phi sát thương nhưng vẫn có khả năng gây chấn thương nên Horhe nhắm đến thị trường dân sự chủ yếu là thể thao và tự vệ nhưng cũng được sử dụng bởi các lực lượng đặc nhiệm thuộc bộ nội vụ và lực lượng thi hành công vụ trong việc trấn áp tội phạm và khủng bố.

## Thiết kế
Horhe sử dụng cơ chế nạp đạn blowback và hoạt động kép. Nó có thể bắn ở cả chế độ hoạt động đơn để việc bóp cò có thể nhẹ hơn, khi hết đạn khối trượt sẽ được giữ ở vị trí phía sau. Súng được làm hoàn toàn bằng thép rất cứng được luyện trong chân không. Nút khóa an toàn nằm phía bên trái súng gần búa điểm hỏa. Bề mặt của súng được làm kiểu hạt mịn có thể che mờ dấu vân tay.
Hệ thống nhắm cơ bản của súng là điểm ruồi. Hộp đạn của súng có thể chứa từ 10 đến 14 viên và sử dụng các loại đạn 9×22mm P.A. đặc biệt phi sát thương được phát triển cho súng. Mẫu dành cho dân sự được thiết kế để giảm sơ tốc của đạn và không thể bắn loại đạn nào khác ngoài các loại đạn này, mẫu dành cho các lực lượng vũ trang thì có thể sử dụng được các loại đạn đặc biệt này với đầy đủ sức mạnh của chúng mà không bị giới hạn gì cũng như một số loại đạn đặc biệt khác thích hợp cho nhiệm vụ.

## Biến thể
- HORHE-1: Mẫu sử dụng khung bằng nhựa để giảm trọng lượng.
- HORHE-S: Mẫu dùng cho các lực lượng vũ trang không bị giới hạn sức mạnh của đạn.
- HORHE-1S: Mẫu dùng cho các lực lượng vũ trang, sử dụng khung bằng nhựa để giảm trọng lượng.
- HORHE-2: Mẫu nâng cấp bộ khóa nòng.
- HORHE-3: Mẫu nâng cấp bộ khóa nòng khung sử dụng vật liệu nhựa, gia cố bằng sợi thủy tinh ở một số bộ phận.
- HORHE-3S: Mẫu HORHE-3 dùng cho các lực lượng vũ trang.
- HORHE-3M: Mẫu nâng cấp của HORHE-3 có khung làm bằng nhựa khóa nòng làm bằng thép không gỉ.